# Konsolmodifiering
Modifiering av konsol handlar om att ändra på antingen hård- eller mjukvaran som konsolen har, till exempel byta ut hårddisken om en sådan finns eller lägga in en ny firmware. Vanligast att man gör av dessa två är det senare och då används termen "modda" eller "chippa" i det fall att ett microchip är inblandat i proceduren för att konsolens mjukvara ska gå att modifiera.
Exempel på en mycket vanlig modifiering av hårdvara i konsolvärlden är den av Xbox där användaren byter ut hårddisken som sitter i mot en betydligt större för att kunna lagra media och spel på. Denna modifiering går dock inte att utnyttja utan att man först också moddar konsolen, antingen genom ren mjukvara (att flasha en konsol) eller ett chip som monteras in.
Exempel på en vanlig modifiering av NES är att man kan bända loss det fjärde ”benet” räknat från vänster sett från konsolens ”lockout-chip” för att göra den regionsfri och kompatibel med samtliga NES-kassetter.
Exempel på en mycket vanlig modifiering av mjukvara i konsolvärlden är den av Nintendo DS och DS Lite där man flashar konsolen så att dess firmware byts ut mot en egentillverkad som tillåter att hemmagjord kod kan köras. Denna firmware kallas för FlashMe.